# Caarapó (ort)
Caarapó är en ort i Brasilien.   Den ligger i kommunen Caarapó och delstaten Mato Grosso do Sul, i den södra delen av landet, 1 100 km sydväst om huvudstaden Brasília. Caarapó ligger 469 meter över havet och antalet invånare är 13 863.
Terrängen runt Caarapó är platt.
Omgivningarna runt Caarapó är huvudsakligen savann. Runt Caarapó är det glesbefolkat, med 14 invånare per kvadratkilometer.